# Baimajing
Baimajing är en köping i Kina. Den ligger i provinsen Hainan, i den södra delen av landet, omkring 120 kilometer väster om provinshuvudstaden Haikou. Antalet invånare är 59 585. Befolkningen består av 28 263 kvinnor och 31 322 män. Barn under 15 år utgör 27,0 %, vuxna 15-64 år 66 %, och äldre över 65 år 6,0 %.
Runt Baimajing är det ganska tätbefolkat, med 239 invånare per kvadratkilometer. Närmaste större samhälle är Xinzhou, 9,8 km öster om Baimajing. Omgivningarna runt Baimajing är en mosaik av jordbruksmark och naturlig växtlighet.
Genomsnittlig årsnederbörd är 2 285 millimeter. Den regnigaste månaden är juli, med i genomsnitt 445 mm nederbörd, och den torraste är februari, med 19 mm nederbörd.